# 灵游坊
北京灵游坊网络科技有限公司是中華人民共和國遊戲開發商，2011年成立於北京，作品有《影之刃》系列（2014年開始推出）、《群星守卫》、《疯狂之冠》、《雨血系列》等遊戲。2021年9月，騰訊投資灵游坊，占股達25%。